# David Rodman
David Rodman (ur. 10 września 1983 w Jesenicach) – słoweński hokeista, reprezentant Słowenii, dwukrotny olimpijczyk.
Jego starszy brat Marcel (ur. 1981) również został hokeistą. Obaj występowali razem w klubach z Jesenic, Wiednia i Bietigheim-Bissingen.

## Kariera
- HK Kranjska Gora (2000–2001)
- Val-d’Or Foreurs (2001–2003)
- EHC Linz (2003–2004)
- Acroni Jesenice (2004–2007)
  -  HD Mladi Jesenice (2007)
- Vienna Capitals (2007–2008)
- Acroni Jesenice (2008–2009)
- Vienna Capitals (2009–2011)
- IK Oskarshamn (2011–2012)
- SC Bietigheim-Bissingen (2012−2013)
- IK Oskarshamn (2013–2015)
- EC Graz 99ers (2015)
- Dresdner Eislöwen (2015–2016)
- HDD Jesenice (2016)
- Brûleurs de Loups de Grenoble (2016−2018)
- HDD Jesenice (2018–2019)
- DVTK Jegesmedvék (2019–2020)

Wychowanek Acroni Jesenice. W wieku juniorskim występował w kanadyjskich rozgrywkach QMJHL. Po dwóch sezonach, w 2013 powrócił do ojczyzny i występował nadal w Jesenicach, a następnie także w klubach austriackich. Od 2012 roku zawodnik niemieckiego zespołu SC Bietigheim-Bissingen, niemieckiego klubu 2. Bundesligi. Od października 2013 ponownie zawodnik IK Oskarshamn. Z klubu odszedł w styczniu 2015. Od stycznia 2015 zawodnik EC Graz 99ers. Od sierpnia 2015 do kwietnia 2016 zawodnik Dresdner Eislöwen. W październiku 2016 zawodnik HDD Jesenice. Od listopada 2016 zawodnik Brûleurs de loups de Grenoble we francuskich rozgrywkach Ligue Magnus. Od sierpnia 2018 ponownie zawodnik HDD Jesenice. W czerwcu 2019 przeszedł do DVTK Jegesmedvék.
Uczestniczył w turniejach mistrzostw świata w 2005, 2006 (Elita), 2007 (Dywizja I), 2008 (Elita), 2009, 2010 (Dywizja I), 2011 (Elita), 2012 (Dywizja I), 2013 (Elita), 2014 (Dywizja I), 2017 (Elita), 2019 (Dywizja I) oraz zimowych igrzysk olimpijskich 2014, 2018.

## Sukcesy
Reprezentacyjne
- Awans do Elity mistrzostw świata: 2007, 2009, 2012, 2014

Klubowe
- Złoty medal mistrzostw Słowenii: 2005, 2006, 2008, 2009 z Acroni Jesenice
- Mistrzostwo Interligi 2005, 2006 z Acroni Jesenice
- Mistrzostwo 2. Bundesligi: 2013 z SC Bietigheim-Bissingen
- Puchar Niemiec: 2013 z SC Bietigheim-Bissingen

Indywidualne
- Mistrzostwa świata do lat 18 w hokeju na lodzie mężczyzn 2001/II Dywizja:
  - Pierwsze miejsce w klasyfikacji strzelców turnieju: 9 goli[13]
  - Drugie miejsce w klasyfikacji kanadyjskiej turnieju: 11 punktów[14]
  - Pierwsze miejsce w klasyfikacji +/− turnieju: +12[15]
- Liga słoweńska 2005/2006:
  - Pierwsze miejsce w klasyfikacji asystentów: 31 asyst
- Sezon 2. Bundesligi 2012/2013:
  - Drugie miejsce w klasyfikacji kanadyjskiej w sezonie zasadniczym: 17 punktów[16]
  - Piąte miejsce w klasyfikacji asystentów w sezonie zasadniczym: 12 asyst